# Großer Gosaugletscher
Der Große Gosaugletscher ist einer der drei größeren Gletscher im Dachsteinmassiv.

## Lage und Beschreibung
Der Große Gosaugletscher zählt neben dem Hallstätter Gletscher und dem Schladminger Gletscher zu den drei größeren Dachsteingletschern, er wird im Norden vom Schreiberwandgrat, im Osten vom Kamm Hohes Kreuz (2837 m) – Niederer Dachstein (2934 m), im Süden vom Hohen Dachstein (2995 m) und Mitterspitz (2922 m) und im Westen von der Hohen Schneebergwand umgeben. Die mittlere Höhe liegt bei rund 2500 m, er misst vom Gletscheransatz unterhalb der Oberen Windluke (2746 m) bei 2710 m bis zum Gletscherrand bei rund 2300 m 1,78 km, die Fläche betrug 1969 noch 153,5 ha, 1998 136,9 ha und umfasst nunmehr wohl bereits weniger als 100 ha.
Der Große Gosaugletschers weist somit eine sehr niedrige Lage der Schneegrenze (Gleichgewichtslinie = Grenze zwischen Nähr- und Zehrgebiet) auf. Dies ist auch zu einem nicht unerheblichen Teil der hohen Felsumrahmung und der daraus resultierenden verstärkten Beschattung und einer erhöhten Schneezufuhr durch Lawinen geschuldet. Als typischer Karstgletscher hat der Schneelochgletscher keinen oberirdischen Abfluss, das Schmelzwasser wird über ein unterirdisches Höhlensystem abgeführt.
Im Vorfeld des Großen Gosaugletschers wurde in den Jahren 1906/1907 von der Sektion Austria des ÖAV am sog. „Brotstein“ die Adamekhütte (2196 m) erbaut.

## Historische Gletscherstände
Für den Egesenstand kann noch ein zusammenhängender Gosaugletscher aus den Nährgebieten des Großen Gosaugletschers und der Torsteinvergletscherung (Kleiner Gosaugletscher, Nördlicher und Südlicher Torsteingletscher) angenommen werden. Auch 1885 spricht Friedrich Simony noch von einem zusammenhängenden „Torsteingletscher“. Der Südliche Torsteingletscher dürfte aber, erkennbar durch einen schmalen Moränenkorridor, auch damals schon vom Nördlichen Torsteingletscher isoliert gewesen sein, die Trennung des Nördlichen Torsteingletschers vom Kleinen Gosaugletscher soll sich in den Jahren 1884 bis 1896 vollzogen haben.
Moränenkomplexe direkt bei bzw. in der Nähe der Adamekhütte bis hin zu Wällen parallel unterhalb des markierten Weges zum Hohen Riedel werden in der Literatur unterschiedlich interpretiert und bedürfen vor allem in Bezug auf den Egesen- und Taubenriedelstand des Hallstätter Gletschers einer weiteren Untersuchung.

## Der Hochstand von 1850 und die Rückzugsphasen des Großen Gosaugletschers
Nach Berichten von Friedrich Simony erreichte der Große Gosaugletscher 1848/49 seinen Höchststand, der tiefste Punkt des Maximalstandes lag in 1920 m Höhe. Von 1849 bis 1884 zog sich der Gletscher bereits um ca. 620 m horizontal zurück, auch die Firnpartien hätten sich seit 1850 merklich verringert, die Firnbedeckung nächst der Unteren und Oberen Windluke sei zum Teil schon unterbrochen gewesen. Die Moränenwälle des 1850er Standes sind sehr gut erhalten und nahe der Adamekhütte und im Zungenbereich geradezu modellartig als schnurgerader, bis zu 10 m hoher First, ausgebildet.
Um das Jahr 1915 kam es zur Trennung des Gletschers in zwei Zungenlappen, besonders auffallend war das vergleichsweise starke Rückschmelzen der linken Zunge in der Periode von 1928–1952. In den 1970er Jahren befand sich der Große Gosaugletscher in einer Höhenlage von rund 2810 m bis 2250 m, die Länge betrug 2,2 km, die Schneegrenze (GWL) lag bei rund 2475 m.
Interessant ist, dass in der Mitte der 1970er Jahre am Großen Gosaugletscher z. T. nicht unerhebliche Vorstöße gemessen wurden. Ab 1982 setzte sich aber der kontinuierliche Rückgang, der auch das gänzliche Abschmelzen der linken Zunge mit sich brachte, weiter fort, eine Tendenz, die im Wesentlichen unvermindert bis zur Gegenwart andauert. Seit Mitte des 19. Jahrhunderts gingen somit deutlich mehr als 50 % der Gletscherfläche verloren, die Zunge zog sich seit damals um rund 1500 m zurück.

## Bildergalerie

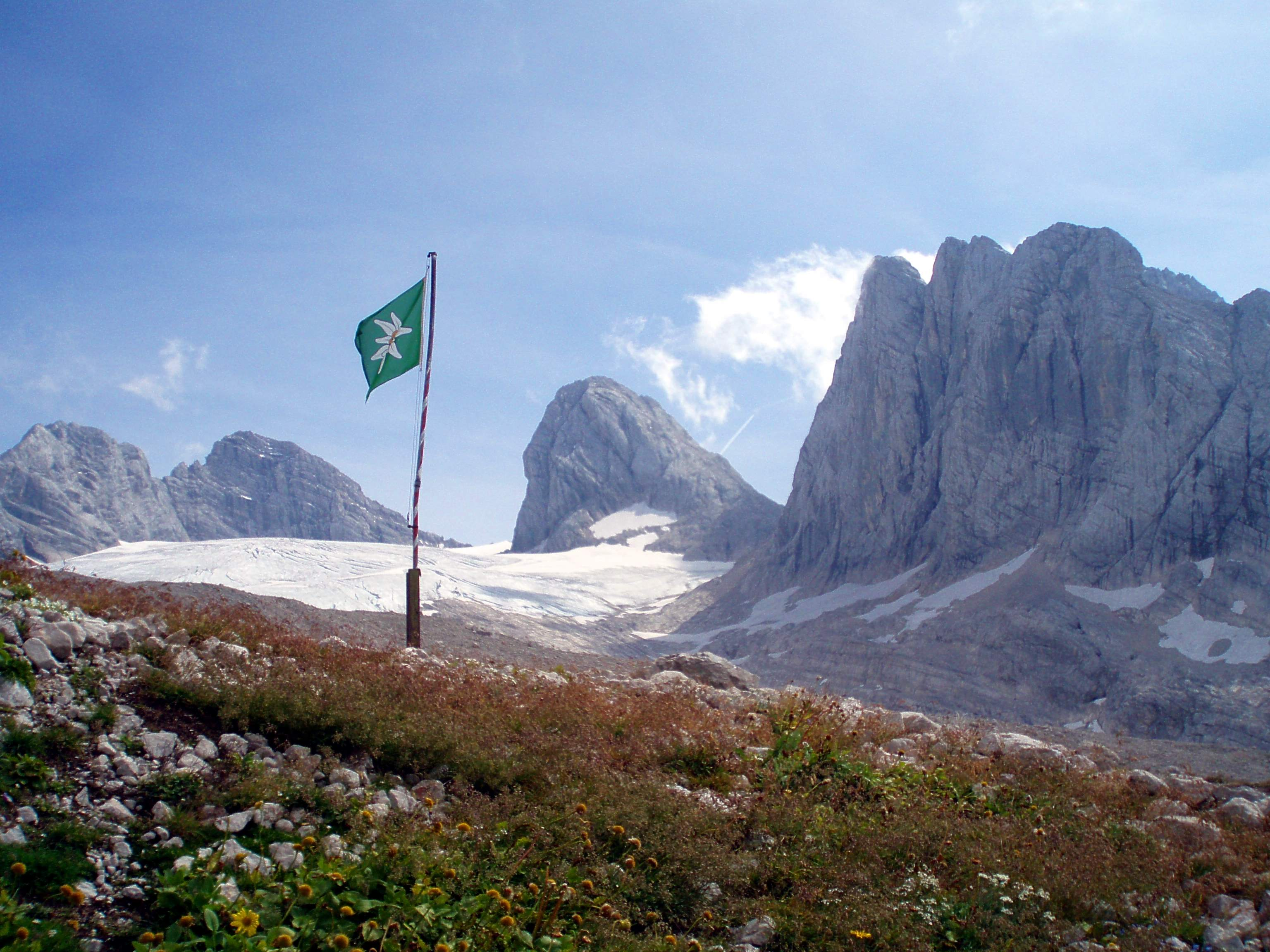
Blick zum Großen Gosaugletscher mit Hohem Dachstein (2995 m), Mitterspitz und Hoher Schneebergwand.
Flugaufnahme des Dachsteinstocks mit den Gletschern der Gosauabdachung im Jahr 1933 (ETH-Bibliothek)
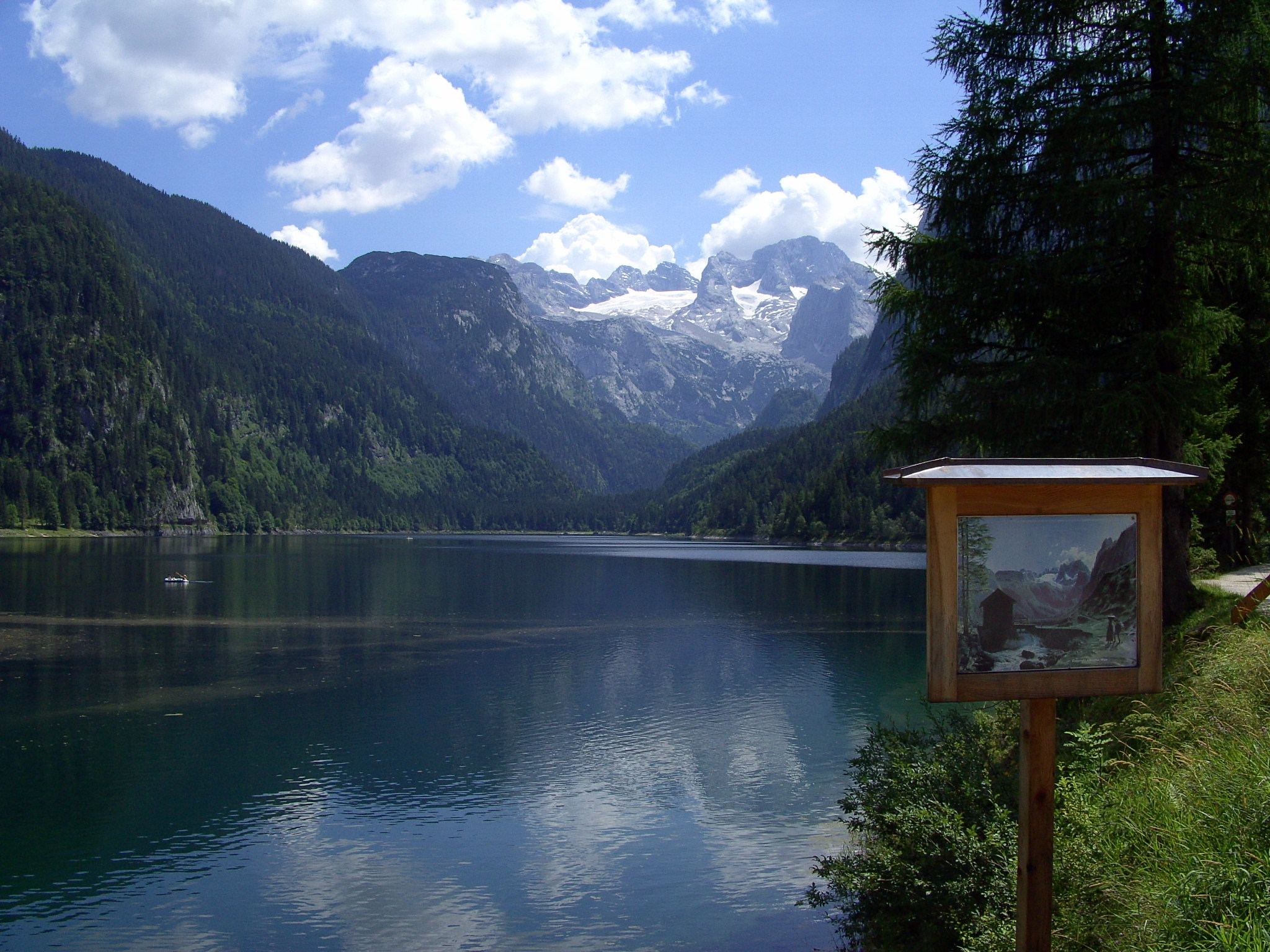
Hoher Dachstein und Großer Gosaugletscher
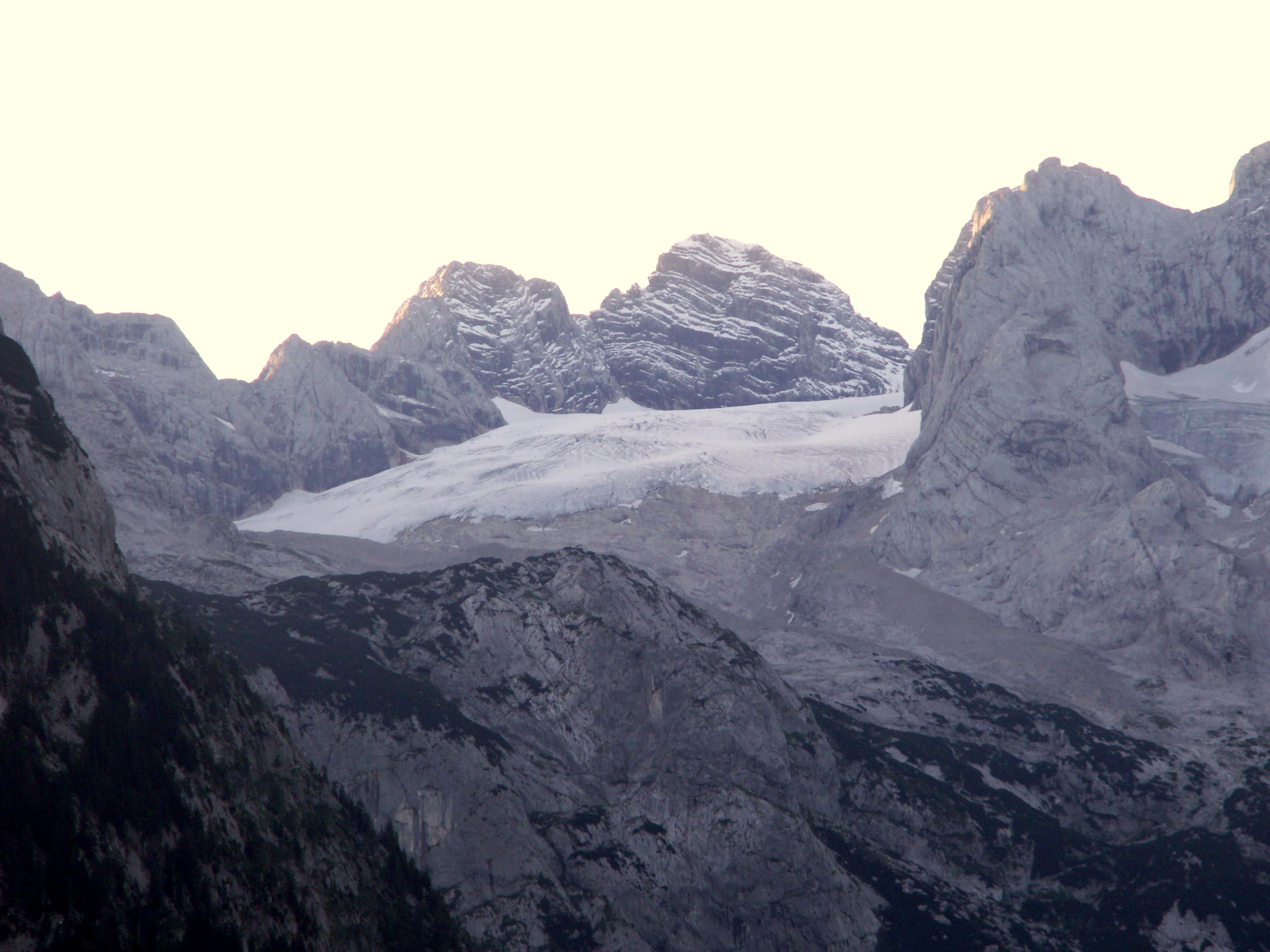
Dachsteinmassiv und Großer Gosaugletscher am frühen Morgen
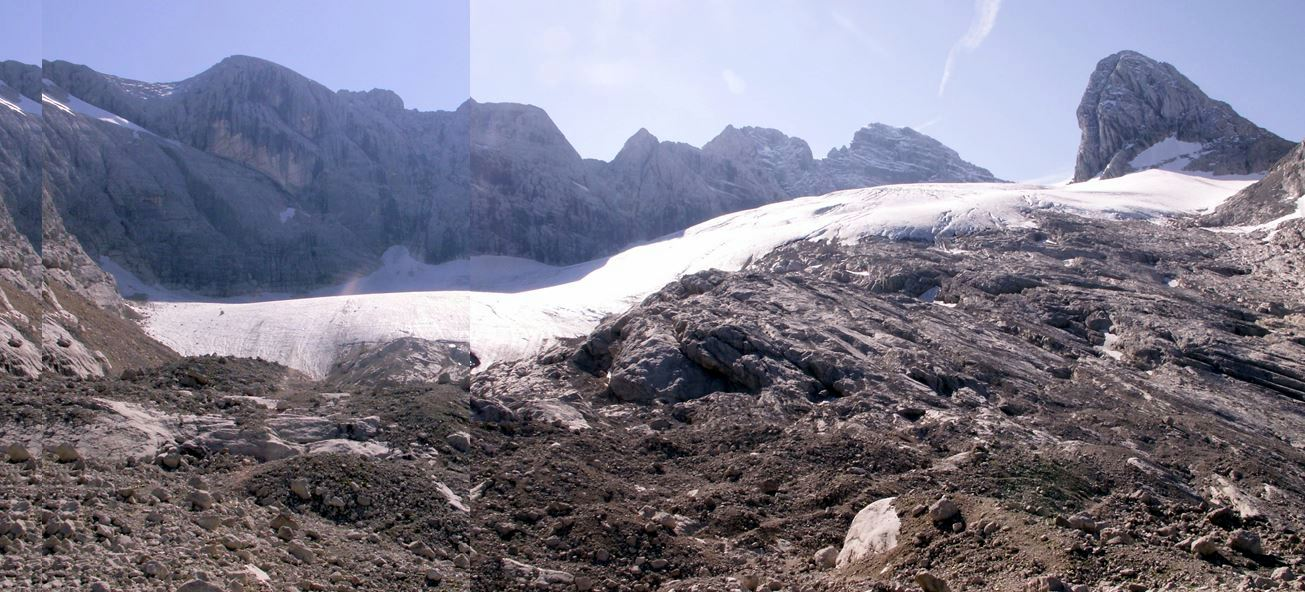
Der Große Gosaugletscher im August 2006 (Bildmontage)
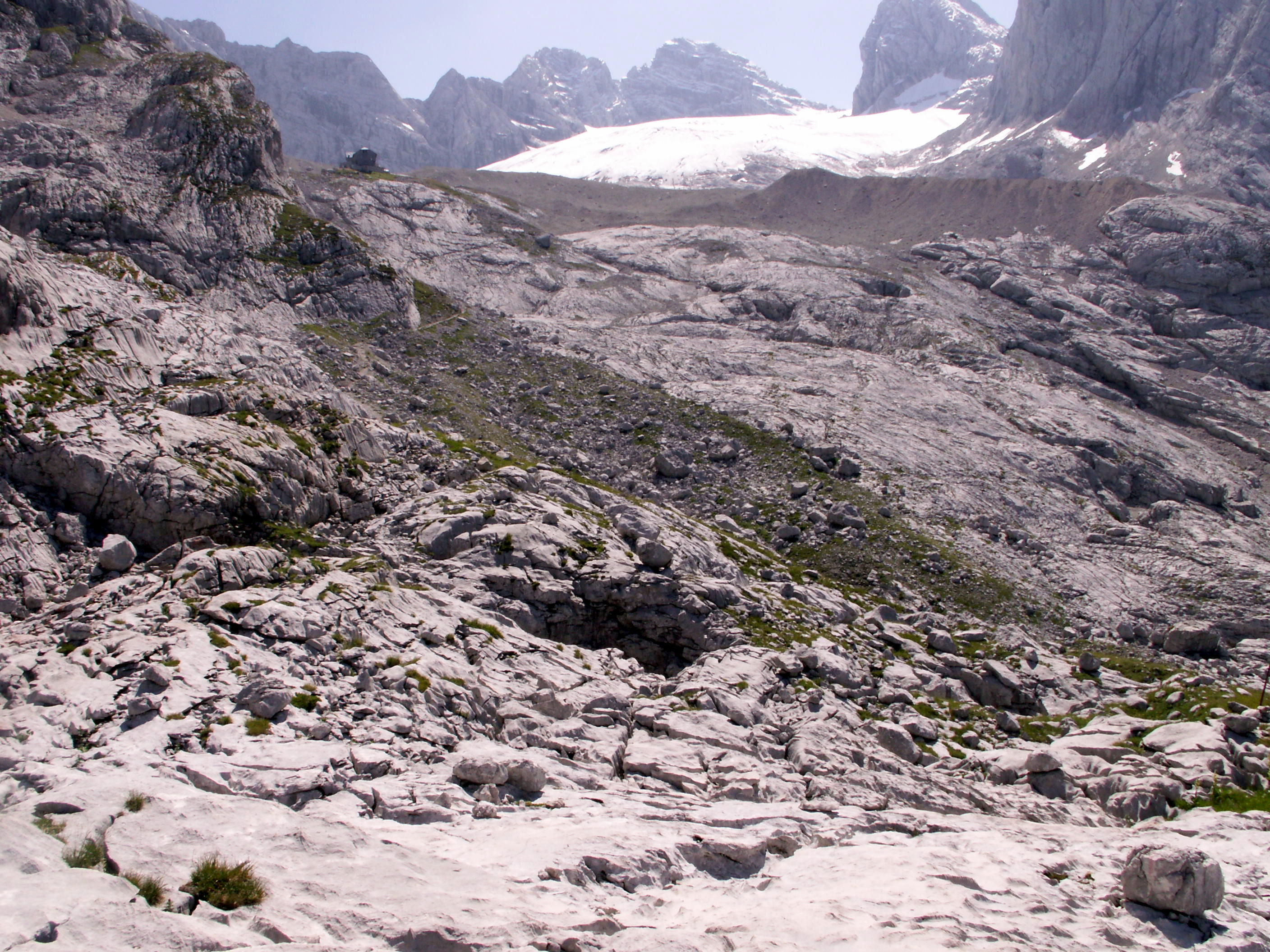
Blick auf die Adamekhütte und den Großen Gosaugletscher mit der Moräne des Hochstandes von 1850 und älteren Moränen im Vordergrund
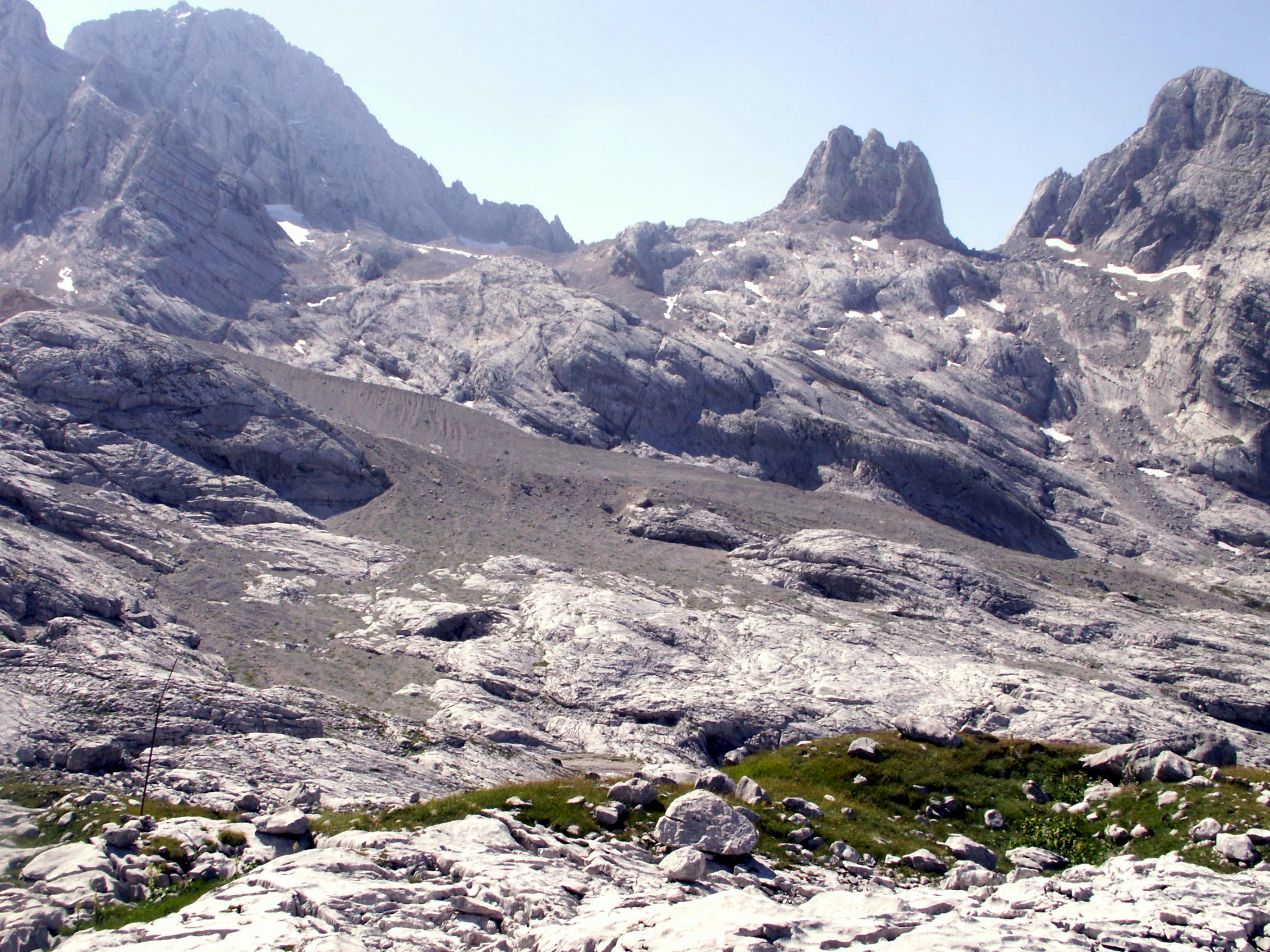
Blick in den Zungenbereich des Hochstandes von 1850 am Gr. Gosaugletscher, darüber und rechts oben Ablagerungen der früheren Torstein-Vergletscherung
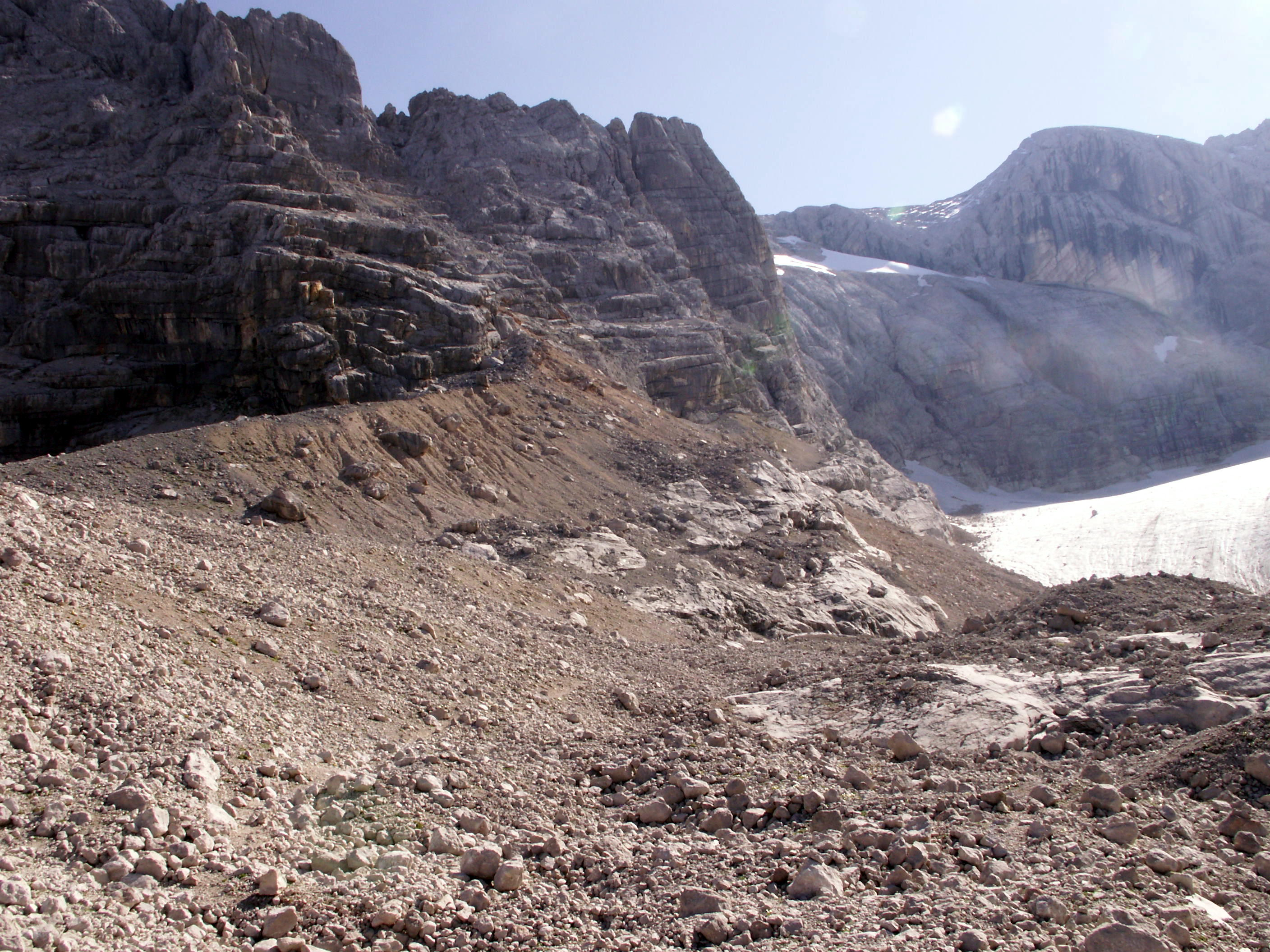
Moräne um 1850 und gegenwärtige Gletschergröße im Bildhintergrund
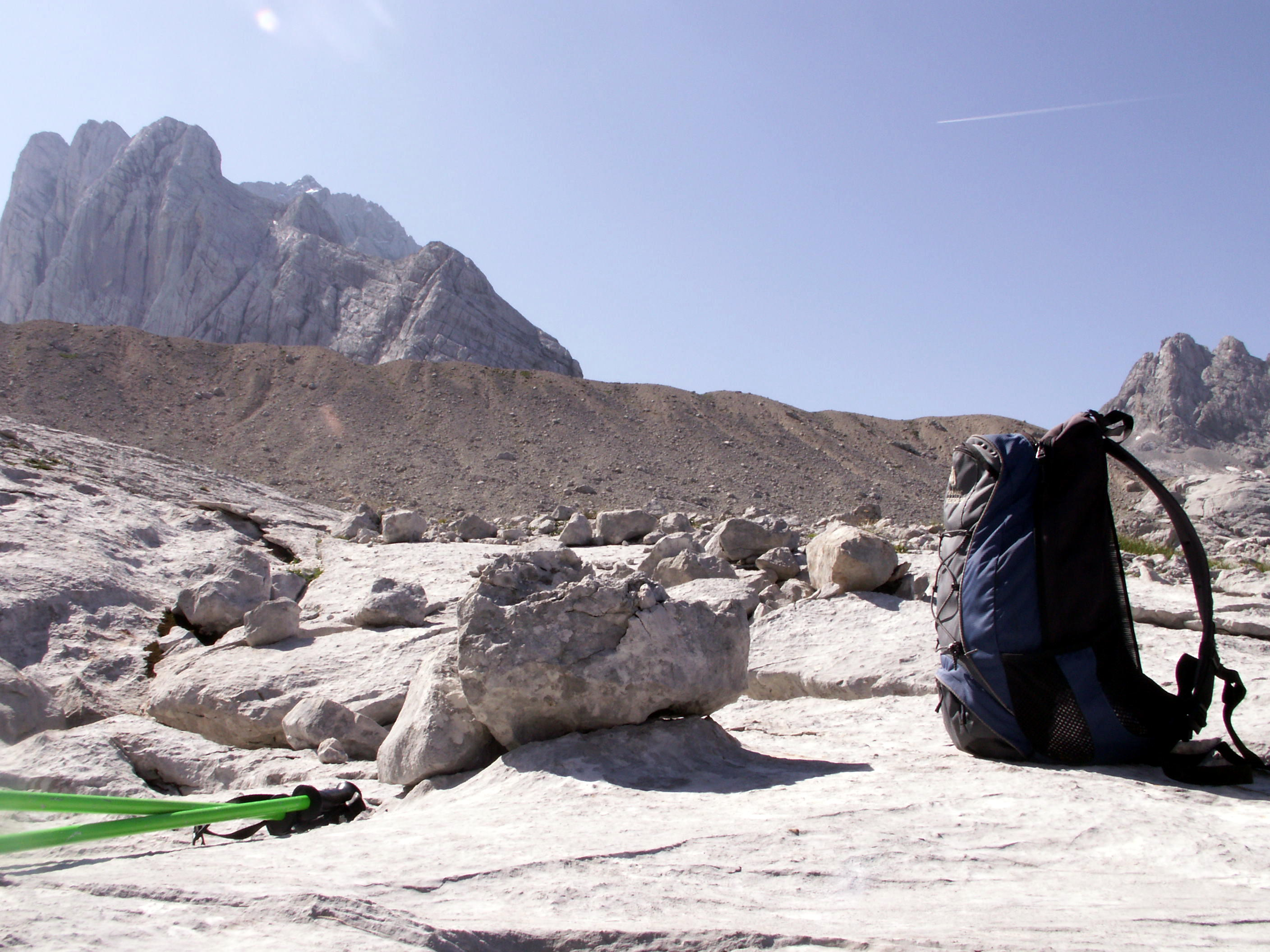
Blick auf die „Modellmoräne“ des Hochstandes von 1850 und die Hohe Schneebergwand, im Vordergrund ein schön ausgebildeter Karsttisch mit einer Sockelhöhe von rund 10 cm
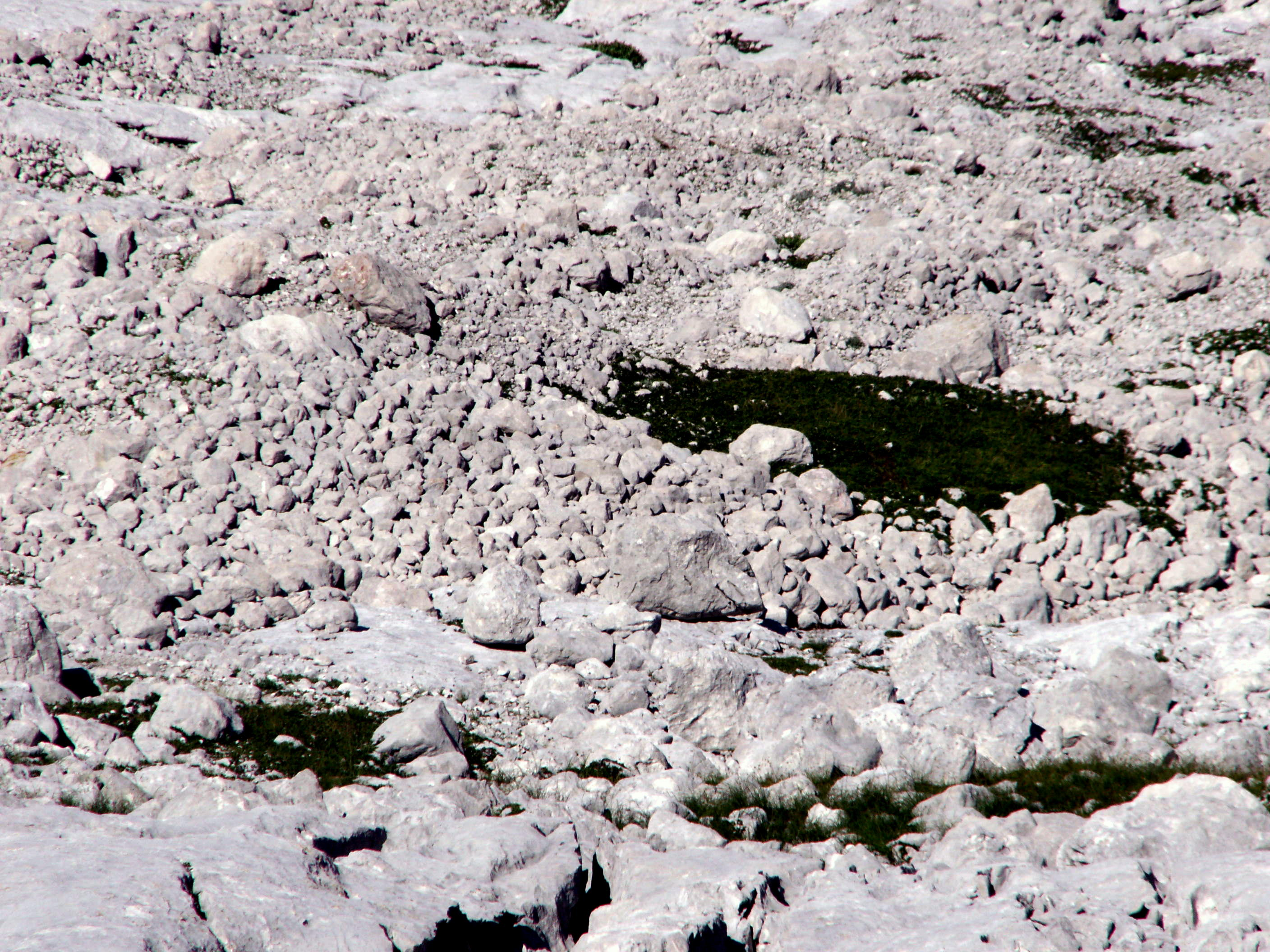
Grobblockige Moräne nahe dem AV-Weg zur Adamekhütte im erweiterten Vorfeld des Großen Gosaugletschers

## Quelle
- Rainer Hochhold: Die Gletscher der Dachsteingruppe. Hrsg.: Geographisches Institut der Universität Innsbruck. 1978 (Die Gletscher der Dachsteingruppe [PDF; abgerufen am 11. Mai 2019]).